# Bulungu (territorium)
Bulungu är ett territorium i Kongo-Kinshasa. Det ligger i provinsen Kwilu, i den västra delen av landet, 400 km öster om huvudstaden Kinshasa.